# پسماند شیمیایی

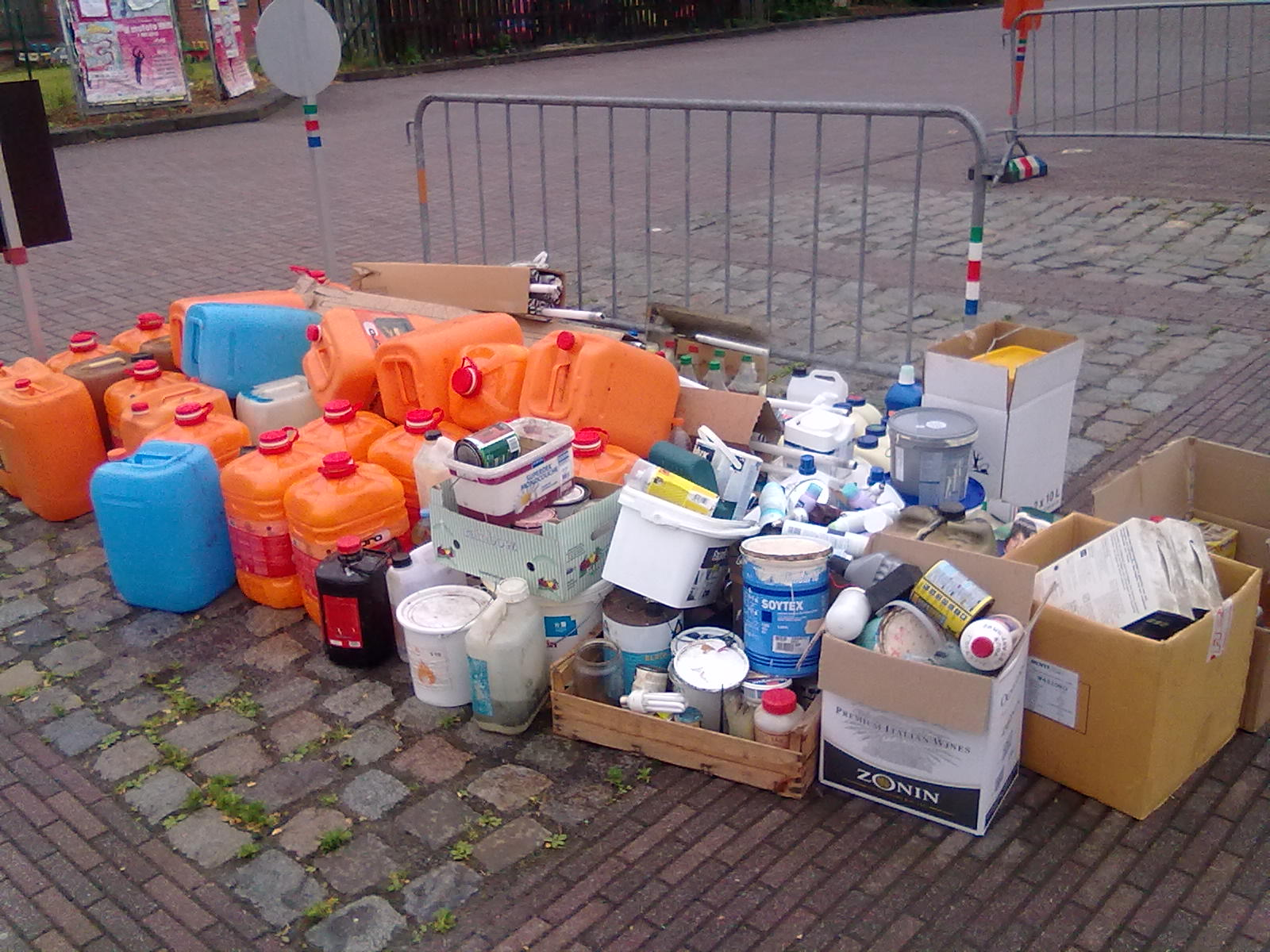
نمایی از چندین نوع پسماند شیمیایی - ۲۰۱۰

پسماند شیمیایی یا زباله شیمیایی زباله‌ای است که از مواد شیمیایی مضر که عمدتاً از تولیدات کارخانجات بزرگ به‌جا مانده‌است. زباله‌های شیمیایی تحت مقررات COSHH در انگلستان، یا قانون آب پاک و قانون حفاظت از منابع و بازیابی در ایالات متحدهٔ آمریکا طبقه‌بندی می‌شوند. در ایالات متحده، سازمان حفاظت محیط زیست(مخفف انگلیسی: EPA) و ایمنی شغلی و سلامت(مخفف انگلیسی: OSHA)،همچنین مقامات ایالتی و محلی نیز استفاده از مواد شیمیایی و دفع آن‌را تنظیم می‌کنند. مواد زائد شیمیایی ممکن است به عنوان زباله‌های خطرناک نیز طبقه‌بندی شوند.